# Ninnigobius canestrinii
Il ghiozzetto cenerino (Ninnigobius canestrinii) conosciuto a livello commerciale come ghiozzetto, è un piccolo pesce di acque salmastre e dolci endemico delle acque lagunari del Nord Adriatico.

## Distribuzione e habitat
È diffuso nelle acque lagunari della zona Nord Adriatica lungo le coste di Italia (a nord delle foci del Po e delle Valli di Comacchio, Slovenia, Croazia.
Le popolazioni presenti in Montenegro ed Albania, precedentemente ascritte a questa specie, sono attualmente considerate come un taxon a sé stante col nome di Ninnigobius montenegrensis.
È stato introdotto con acclimatazione in Puglia (fiume Sinni) e nel Lago Trasimeno ma, sfuggendo alle osservazioni per la piccola taglia e le abitudini schive, è possibile che sia stato introdotto in molti altri luoghi.
È tipico delle acque salmastre ed è molto adattato soprattutto alla vita nelle acque lagunari con fondi fangosi coperti da alghe del Genere Ulva ed Enteromorpha. Essendo eurialino lo si può trovare sia in acque del tutto dolci che in acque con salinità di tipo marino (più facilmente in inverno).

## Descrizione
È un tipico ghiozzetto simile ai congeneri dai quali può essere distinto soprattutto per la colorazione grigio bruna chiara con sfumature giallastre con maculature nere sottili ed irregolari più nette nella regione della testa con una macchia scura alla base della pinna caudale ed un'altra macchia nera con contorno azzurrino nel terzo posteriore della prima pinna dorsale. La seconda dorsale è caratterizzata da 3 fasce grigie longitudinali. La femmina in frega ha il ventre giallo arancio.
La taglia è minima non superando i 6 cm il maschio ed i 5 la femmina.

## Alimentazione
Si ciba di piccoli crostacei, policheti, molluschie larve di insetti.

## Riproduzione
Il suo ciclo vitale ha la durata media di un anno soltanto. La fregola si protrae per tutta la primavera e l'inizio dell'estate e durante questo periodo la femmina può deporre le uova fino a 10 volte. Il maschio costruisce una tana e vi attrae la femmina attraverso un complicato rituale. Una volta nella tana le uova vengono deposte sul soffitto dopo di che vengono fecondate dal maschio e sorvegliate fino alla schiusa, che avvine dopo circa una settimana. Le larve sono pelagiche.

## Conservazione
Le zone in cui vive sono spesso interessate da inquinamenti industriali e da fenomeni di eutrofizzazione. Ciò nonostante la specie sembra in buono stato ed in espansione.